# Readymade (Rockband)
Readymade war eine deutsche Rockband, die 1992 in Wiesbaden gegründet wurde.

## Bandgeschichte
Erstmals eine größere Öffentlichkeit erreichten Readymade 1997 bei einer gemeinsamen Europatournee mit der Band Cake. Ihre ersten beiden Alben wurden durch tam tam veröffentlicht. Nach der Trennung von diesem Label kam Readymade beim Major Label Motor Music unter. Neben mehreren Split-EPs mit den Sportfreunden Stiller, auf denen unter anderem gemeinsame Coverversionen der Songs Friday I'm In Love von The Cure und Schwule Mädchen von Fettes Brot zu finden sind, wurde 2003 ein vergleichbares Werk auch in Kollaboration mit der Band Slut eingespielt: Übungen zum Abfahren. Es war die letzte Veröffentlichung von Readymade. 2004 löste sich die Band freundschaftlich auf.
Die Bandmitglieder waren nach der Trennung in den Bands Tobacco (Johnson) und The Dalles (Chris Adelhütte und Udo Masshoff) aktiv. Johnson war auch als Tourbassist der Band Monta unterwegs.

## Diskografie

### Alben
- 1998: It Doesn't Make Sense (TamTam Records)
- 1999: Snapshot Poetry (TamTam Records)
- 2002: The Feeling Modified (Motor)

### Singles
- 1998: All These Things (TamTam Records)
- 1998: When I Grow Up (TamTam Records)
- 2000: Supernatural (TamTam Records)
- 2002: The Graduate (Motor)
- 2003: Day 2 (Motor)

### Split-Singles
- 2000: Ready Sport - Go! (Dancing With Tears In My Eyes) (mit Sportfreunde Stiller)
- 2001: Ready Sport - Go! 2 (Friday I'm In Love) (mit Sportfreunde Stiller)
- 2002: Ready Sport - Go! 3 (Schwule Mädchen) (mit Sportfreunde Stiller)
- 2003: Übungen zum Abfahren (mit Slut)